# Förklaringsberget
Förklaringsberget är traditionellt namn på det berg där Mose och Elia enligt Matteusevangeliet visar sig tillsammans med Jesus för lärjungarna Petrus, Jakob och Johannes (Matt 17). En vanlig nutida uppfattning är att förklaringsberget är Hermon. Traditionellt har däremot Tabor utpekats.